# 等價多路徑路由
等價多路徑路由（英文：Equal-cost multi-path routing，縮寫 ECMP），是一個在next-hop封包傳送到一個單一目的所產生在多個最佳路徑併列時的首要路由權重計算路由策略。多路徑路由能被應用於首要路由協定同時發生的狀況，因為它是一個受限於單一路由的per-hop決策，它有可能藉由在多路徑負載平衡流量下提供大幅增加的頻寬，然而，它可能在實際部署時發生重大問題。在RFC2991中討論了一般的多路徑路由。
每一封包多路徑路由的負載平衡通常不適用因為大輻變化的延遲、數據包重新排序，以及可以破壞許多互聯網協定運作的最大傳輸單元（MTU）在網絡流量的差異，最特別是傳輸控制協議（TCP）和path MTU discovery。RFC2992分析一個涉及藉由信頭中流量相關資料的雜湊函式分派網絡流至容器特定的多路徑路由策略，這個策略是設計避免當在一般多路徑平衡多網路流時，經由任何特定的網絡流量至下一個單一的確定性路徑發送的所有數據包的問題。
在很多的情況下等價多路徑路由並不能提供真正最佳路徑路由的優點，例如，如果多個最佳的next-hop的路徑到目的地重新匯聚到一個單一的低頻寬的路徑（一種常見的情形）下游，它只會增加到該目的地流量路徑的複雜性，而無法提高頻寬的能力。等價多路徑路由不影響其他與邏輯拓撲結構不同的實體拓撲系統，例如，在採用資料連結層的虛擬區域網系統、或如非同步傳輸模式（ATM）或多協議標籤交換（MPLS）的虛擬電路架構。